# Johann Wilhelm Wilms
Pour les articles homonymes, voir Wilms.
Œuvres principales
Hymne néerlandais Wien Neêrlandsch bloed
Johann Wilhelm Wilms est un pianiste et compositeur néerlandais d'origine allemande, né à Witzhelden (près de Solingen) le 30 mars 1772 et mort à Amsterdam le 19 juillet 1847. Il est connu comme le compositeur, en 1813, de l'hymne néerlandais en vigueur jusqu'en 1932 Wien Neêrlands Bloed (en).
Wilms est l’un des principaux musiciens des Pays-Bas de la première moitié du XIXe siècle.

## Biographie
Wilms étudie le piano, la flûte et la composition avec son père, puis avec son frère aîné.
En 1791, il se rend à Amsterdam où il se produit comme pianiste de concert et commence à donner des cours de musique.
Il est aussi flûtiste dans trois orchestres — dont l'orchestre Felix Meritis, et l'orchestre Eruditio musica qu’il aide à fonder en 1796 — et organiste de l’Église baptiste unifiée à Amsterdam de 1823 à 1846.
Il est également soliste lors des premières néerlandaises de concertos pour piano de Mozart et Beethoven. Après avoir pris des leçons de composition auprès de Georg Caspar Hodermann (1740-1802), musicien saxon installé à Amsterdam, Wilms se consacre de plus en plus à cette discipline.
En 1808, Louis Napoléon, premier roi des Pays-Bas, le nomme membre de l’Institut royal des Sciences, des Lettres et des Beaux-arts (Koninklijk Instituut van Wetenschappen, Letterkunde en Schoone Kunsten) afin d'enseigner le piano. Parmi ses multiples activités, il sélectionnait les organistes d'église et rédigeait des critiques musicales pour la revue Allgemeine musikalische Zeitung.

## Œuvres
- Musique de chambre
  - Trio en ut majeur, op. 4, pour clavecin (ou pianoforte) avec accompagnement de violon et violoncelle (éd. vers 1799)
  - Trio en ré majeur, op. 6, pour clavecin (ou pianoforte) avec flûte et violoncelle (éd. vers 1799)
  - Sonate pour piano et violon en mi majeur, op. 11
  - 3 Rondeaux (en fa majeur, ré majeur et si bémol majeur) op. 19, pour pianoforte, violon, alto et violoncelle
  - Quatuor en ut majeur, op. 22, pour pianoforte, violon, alto et violoncelle (éd. 1812)
  - 2 Quatuors à cordes (en sol mineur et la majeur), op. 25
  - Sonate pour piano et violon en si majeur, op. 29
  - Quatuor en fa majeur, op. 30, pour pianoforte, violon, alto et violoncelle (éd. 1812)
- Œuvres pour orchestre
  - Symphonies
    - Symphonie no 1 en ut majeur, op. 9
    - Symphonie no 2 en fa majeur, op. 10
    - Symphonie no 3 en mi bémol majeur, op. 14
    - Symphonie no 4 en ut mineur, op. 23
    - Symphonie no 5 en ré majeur, op. 52
    - Symphonie no 6 en ré mineur, op. 58 (cette œuvre a reçu le 1er prix de la Société Royale des Beaux-Arts et de Littérature de Gand en 1820)
    - Symphonie no 7 en ut mineur

  - Concertos
    - Concerto pour le clavecin ou le pianoforte en mi majeur, op. 3
    - Concerto pour pianoforte en ut majeur, op. 12
    - Concerto pour flûte en ré majeur, op. 24
    - Concerto pour pianoforte en ré majeur, op. 26
    - Concerto pour pianoforte en fa majeur, op. 32
    - Concerto pour clarinette en si bémol majeur, op. 40
    - Concerto pour pianoforte en mi bémol majeur, op. 55
    - Concerto pour flûte en sol mineur

  - Symphonies concertantes
    - Symphonie concertante en fa majeur, pour flûte, hautbois (ou clarinette), basson et cor, op. 35 (éd. 1814)
    - Symphonie concertante en fa majeur, pour flûte, clarinette, basson violon et violoncelle (composée en 1814)

  - Divers
    - Ouverture en ré majeur
    - Variations sur « Wilhelmus Van Nassauwe »

## Enregistrements
- Symphonies nos 3, 4, 5 et 6 + Variations sur « Wilhelmus Van Nassauwe » - Orchestre de chambre de la radio néerlandaise, dir. Anthony Halstead (2000-2002, 2CD Challenge Classics CC 72147) (OCLC 93959874).
- Concerto op. 3 - Arthur Schoonderwoerd, pianoforte ; Ensemble Cristofori (septembre 2002, Alpha 052) (OCLC 705280638)
- Symphonies nos 6 et 7 - Concerto Köln, dir. Werner Ehrhardt (14-17 février 2003, Archiv Produktion 474 508-2 / Brilliant Classics BRIL93778) (OCLC 56569793 et 663904581)
- Symphonies nos 1 et 4 ; Ouverture en ré majeur - NDR Radiophilharmonie, dir. Howard Griffiths (29 mars ; 2 avril 2004 et 29-31 août 2005, SACD CPO 777 209-2) (OCLC 555147213)
- Sonates opus 31 et 41, pour piano à 4 mains - Hans-Peter & Volker Stenzl (22-24 septembre 2008, CD Carus 83.434) (OCLC 877888428)
- Sonates pour piano et violon en mi majeur et si majeur ; Trio pour piano, violon & violoncelle en ut majeur - Cosmin Boeru, piano ; Werner von Schitzler, violon ; Jakub Tylman, violoncelle (1-4 septembre 2009, SACD Ars Produktion 38 060-4) (OCLC 873607441)
- Trio pour flûte, violoncelle et piano - Trio Wiek : Christina Fassbender, flûte ; Justus Grimm, violoncelle ; Florian Wiek, piano (7-9 juin 2010, Hänssler/Profil PH10045) (OCLC 906701070)
- Musique pour piano, vol. 1 et 2 - Oliver Drechsel, piano Christian Erdmann Rancke, Riga c.1825 (27 mars ; 7 avril 2004 ; 12-13 novembre 2005, Verlag Dohr DCD024 / DCD029)